# Druztová
Druztová (en allemand : Drusdau, précédemment : Druzdau) est une commune du district de Plzeň-Nord, dans la région de Plzeň, en République tchèque. Sa population s'élevait à 802 habitants en 2022.

## Géographie
Druztová se trouve à 9 km au nord-est du centre de Plzeň et à 78 km à l'ouest-sud-ouest de Prague.
La commune est limitée par Zruč-Senec à l'ouest et au nord, par Dolany et Chrást à l'est, et par Chrást au sud.

## Histoire
La première mention écrite de la localité date de 1351.

## Galerie

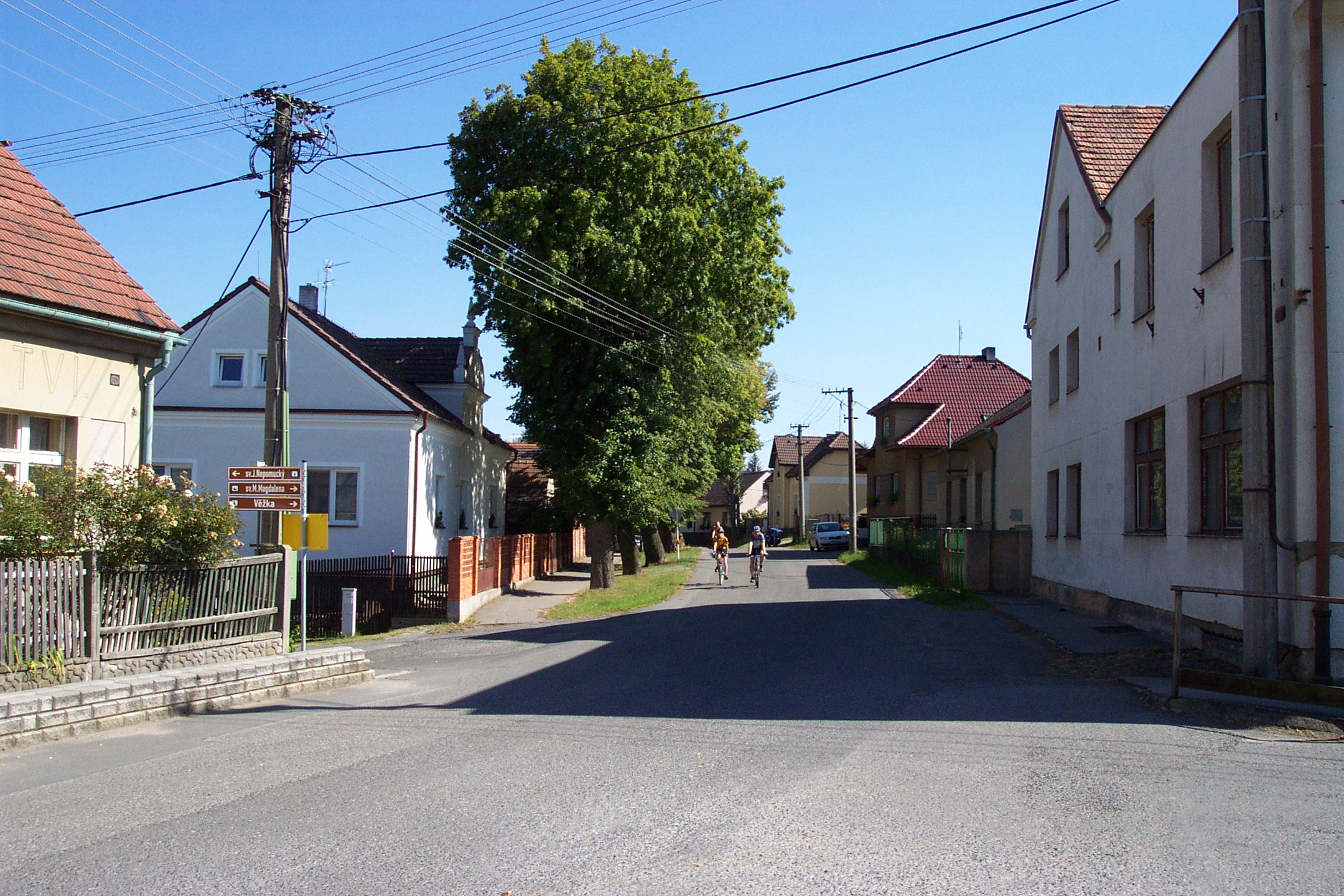
Une rue de Druztová.
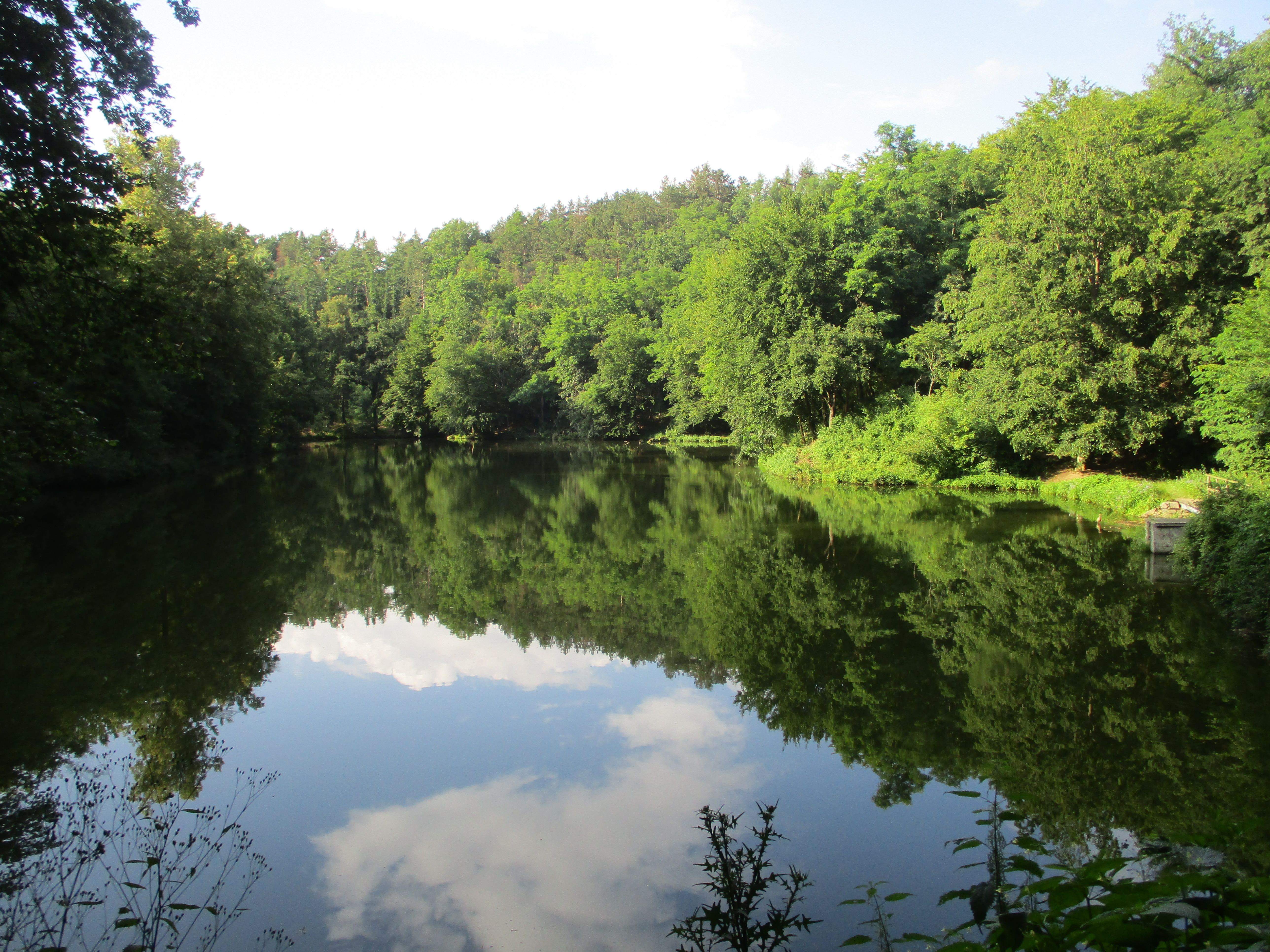
L'étang de Druztová.

## Transports
Par la route, Druztová se trouve à 9 km de Plzeň et à 97 km de Prague. 